# Anchonomonoides modestus
Anchonomonoides modestus är en insektsart som beskrevs av Capener 1972. Anchonomonoides modestus ingår i släktet Anchonomonoides och familjen hornstritar. Inga underarter finns listade i Catalogue of Life.